# Jakob Wohlschläger
Jakob Wohlschläger auch Wohlschlägel (* 23. Juli 1869 in Stockerau; † 14. November 1934 in Wien) war ein österreichischer Architekt und christlichsozialer Politiker.

## Leben
Der uneheliche Sohn einer Taglöhnerin schloss 1890 die Staatsgewerbeschule Wien 1 (Werkmeisterschule) ab, arbeitete ab etwa 1895 als Bautechniker und ab 1899 als freier Architekt in Wien. Zwischen 1904 und 1929 war er als Bauunternehmer tätig und errichtete vor 1914 zahlreiche Zinshäuser. Ein kommerzieller Aufstieg und seine Ehrungen waren mit Wohlschlägers Engagement an der Seite Karl Luegers verknüpft. Im Zusammenhang mit dem Anliegen Luegers, das Kleingewerbe vor dem (jüdischen) Großkapital zu schützen, gründete Wohlschläger die Firma „Wiener Warenmuster- und Kollektivkaufhaus Jakob Wohlschläger“, die den „Mariahilfer Zentralpalast“ (später Warenhaus Stafa) errichten ließ. Das markante Gebäude war für Ausstellungen und Verkaufszwecke des Kleingewerbes gedacht, um in der Konkurrenz gegen die aufkommenden Großkaufhäuser zu bestehen. Das Unternehmen war allerdings nicht erfolgreich und wurde bald insolvent.
Wohlschläger war zeitweilig Mitglied des Wiener Gemeinderats und wurde 1908 kaiserlicher Rat. Die Gemeinde Wien widmete ihm ein Ehrengrab auf dem Wiener Zentralfriedhof.

## Bauwerke

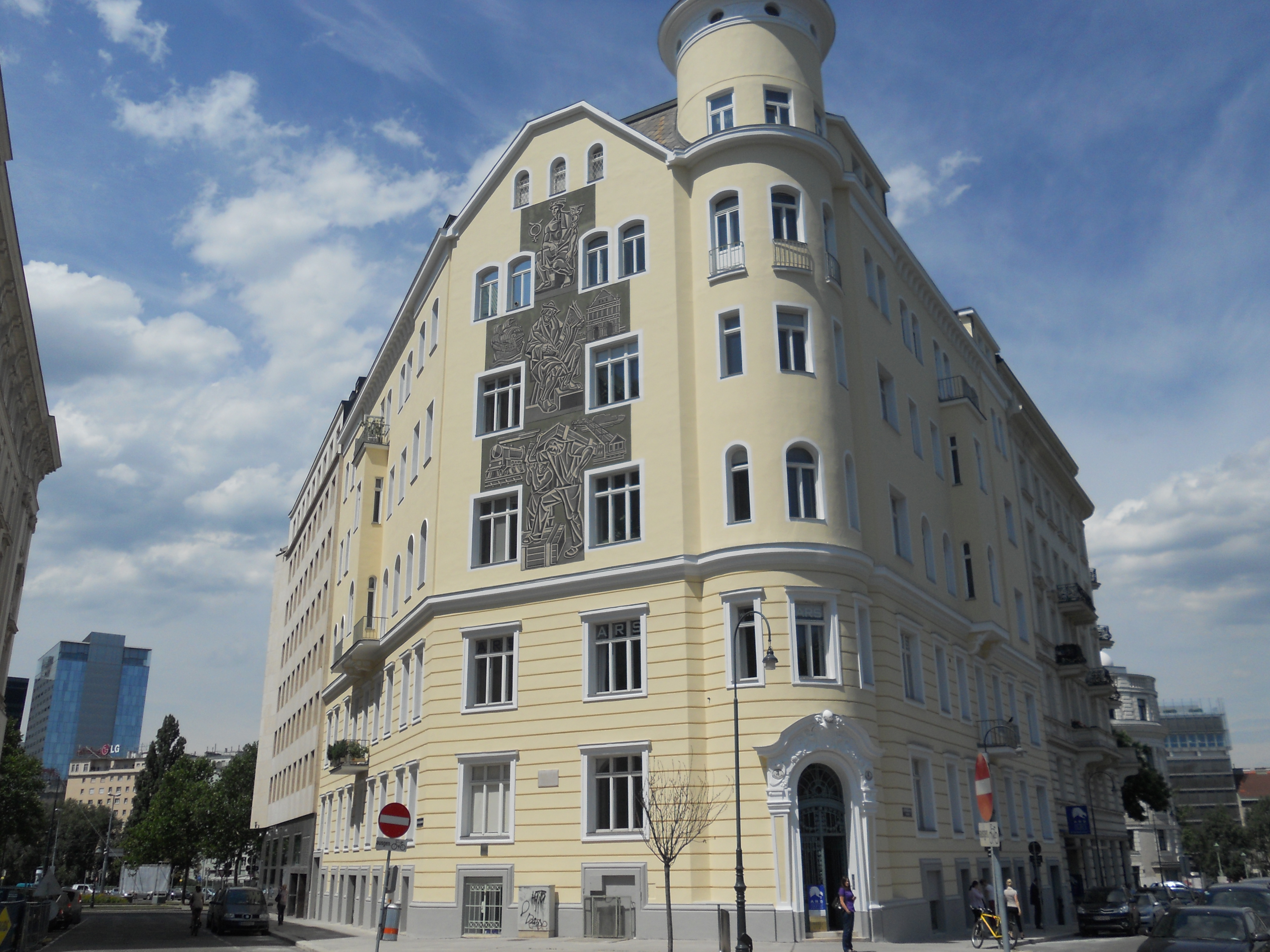
Miethaus Reischachstraße 3 / Schallautzerstraße 4, Wien (erbaut 1906)

- Miethaus Schüttelstraße, Wien (erbaut 1899)
- Miethaus Wiedner Hauptstraße 3, Wien (erbaut um 1900)
- Miethäuser Barmherzigengasse / Landstraßer Hauptstraße / Baumgasse, Wien (erbaut 1901–1904)
- Miethaus Erdbergstraße 50, Wien (erbaut 1902)
- Miethaus Otto-Bauer-Gasse 3, Wien (erbaut 1903)
- Miethaus Schelleingasse 37, Wien (erbaut 1904)
- Miethaus Waltergasse 4–6, Wien (erbaut 1905)
- Miethaus Wiesingerstraße 6 / Biberstraße, Wien (erbaut 1905)
- Miethaus Reischachstraße 3 / Schallautzerstraße 4, Wien (erbaut 1906)
- Miethaus und Ministerium für öffentliche Arbeiten, Liechtensteinstraße 46–46a, Wien (erbaut 1907–1908)
- Mariahilfer Zentralpalast (später Warenhaus Stafa), Mariahilfer Straße 120, Wien (erbaut 1909–1910)
- Miethäuser Costagasse 5 / Schweglerstraße 38, Wien (im Nibelungenviertel, erbaut 1914)